# Ана Аткинс
Ана Аткинс (моминско име: Чилдрен 16 март 1799 г. – 9 юни 1871 г.на английски: Anna Atkins) е английски ботаник и фотограф. Смятана е за първия човек, публикувал книга, илюстрирана с фотографски изображения.  Според определени източници тя е и първата жена, създала фотографско изображение.

## Ранни години
Аткинс е родена през 1799 г. в Тънбридж, графство Кент, Обединеното кралство. Нейната майка, Хедър Ан Чилдрен, не успява да се възстанови от усложнения, причинени от раждането, и умира на следващата година. Ана се сближава с баща си, Джон Джордж Чилдрен и получава необичайно добро „научно образование за жена по нейното време“. Подробните ѝ гравюри на черупки са използвани като илюстрации в преведената от баща ѝ книга на Жан-Батист Ламарк „Произход на черупките“.
През 1825 г. Ана се омъжва за Джон Пели Аткинс, търговец в Западноиндийската компания. Двамата се местят в Халстед Палас, семейното имение на Аткинс в Графство Йорк. Семейството няма деца.
Аткинс не се отказва от интереса си към ботаниката, като продължава да събира и изсушава растения. Най-вероятно изсушените екземпляри по-късно са използвани като фотограми.

## Фотография
Джон Джордж Чилдрен и Джон Пели Аткинс са приятели с Уилям Фокс Талбот - един от пионерите във фотографията. От него Ана научава за две свързани с фотографията изобретения, а именно техниката на „фотогеничната рисунка“ (при нея обектът се поставя светлочувствителна хартия, която се поставя на слънце, за да се получи образ) и калотипията (подобен метод, при който се използва хартия, обработена със сребърен йодид).
Към 1841 г. Аткинс вече е имала достъп до фотоапарат. Някои източници сочат Ана за първата жена фотограф, докато според други това е Констанс Талбот, съпруга на Уилям Фокс Талбот. Липсата на каквито и да е запазени фотографии, дело на Ана Аткинс или Констанс Талбот, прави разрешаването на този спор малко вероятно.

## „Фотографии на британските водорасли: цианотипни импресии“
Друг приятел на Аткинс и Чилдрен, сър Джон Хершел, изобретява цианотипната фотография (процес подобен на калиотипията, но с използването на железен амониев цитрат вместо на сребърен йодид) през 1842 г. В следващата година Аткинс прилага този процес върху образци от водорасли, правейки цианотипни фотограми, които се получават чрез притискане на изсушеното водорасло към цианотипната хартия.
Аткинс публикува сама своите фотограми през октомври 1843 г. в първото издание на своята книга „Фотографии на британските водорасли: цианотипни импресии“. Въпреки че книгата е издадена частно, в ограничен тираж и с текст написан на ръка, „Фотографии на британските водорасли: цианотипни импресии“ се смята за първата книга, илюстрована с фотографски изображения.
Аткинс издава общо три тома от „Фотографии на британските водорасли: цианотипни импресии“ в десетилетието между 1843 г. и 1853 г. Смята се, че до днес са запазени едва 17 копия от книгата и не всяко от тях е в завършен вид. Поради историческата значимост и малкия брой копия книгата е изключително скъпа. Едно нейно копие е продадено на търг през 1996 г. за сумата от 133 500 британски паунда.

## По-нататъшна работа
През 50-те и 60-те години на XIX век Аткинс работи по различни фотографски проекти, включително книгата „Цианотипи на британски и чуждестранни папрати“, подготвена заедно с нейната добра приятелка Ан Диксън. Освен това Аткинс публикува книги със съдържание различно от фотографското. 
Ан Аткинс умира в Халстед плейс на 72-годишна възраст през 1871 г. Като причина за смъртта са посочени ревматизъм, парализа и изтощение.